# Cuencas costeras e islas entre Tercera Región y quebrada Los Choros
Las cuencas costeras e islas entre Tercera Región y quebrada Los Choros es una cuenca hidrográfica arreica en la parte continental del ítem 040 del inventario de cuencas de Chile y no tiene cauces de agua. Está ubicada en la Región de Coquimbo.

## Límites
El interfluvio limita al norte con la quebrada de Carrizalillo, al sur con la quebrada Los Choros y al oeste con el océano Pacífico. Lu límite norte es a la vez el límite regional entre Atacama y Coquimbo. Ocupa un área de 227 km².
El mapa de las Fuerzas Armadas de los Estados Unidos de América no muestra cauces entre la quebrada Carrizalillo y quebrada Los Choros.
El mapa de la zona de Luis Risopatrón muestra una línea punteada cortísima que desemboca en la caleta Apolillada.

## Población
El sistema de información y monitoreo de biodiversidad del Ministerio del Medio Ambiente de Chile señala la siguiente distribución de la superficie de la cuenca entre las comunas (el porcentaje es de la cuenca):
| Región   | Provincia | Comuna     | Hectáreas | Porcentaje |
| -------- | --------- | ---------- | --------- | ---------- |
| Atacama  |           |            | 347,787   | 1,513%     |
|          | Huasco    |            | 347,787   | 1,513%     |
|          |           | Freirina   | 347,787   | 1,513%     |
| Coquimbo |           |            | 22.219,08 | 96,659%    |
|          | Elqui     |            | 22.219,08 | 96,659%    |
|          |           | La Higuera | 22.219,08 | 96,659%    |

## Subdivisiones
La Dirección General de Aguas subdivide o reúne las cuencas de Chile acorde a las necesidades de estudio y gestión. Existen dos inventarios que han logrado ser aceptados como principales, el inventario de cuencas del Banco Nacional de Aguas (BNA) de 1978, de mayor uso, y el inventario de cuencas del Departamento de Administración de Recursos Hídricos (DARH) de 2014 de mejor cartografía que ha obligado a redefinir algunos límites, a veces con cambios mayores, pero también por algunas redefiniciones del concepto de subcuenca.
Bajo el BNA el código del ítem es 040 y con el DARH es 0400.
La subdivisión del BNA es como sigue:
| Cuenca                                                                         | Subcuenca | Subsubcuenca | Aguas                                                      | Área drenaje km² | Observaciones |
| ------------------------------------------------------------------------------ | --------- | ------------ | ---------------------------------------------------------- | ---------------- | ------------- |
| 040 Cuencas costeras e islas entre Tercera Región y Quebrada Los Choros (mapa) |           |              |                                                            |                  |               |
| 040                                                                            | 0400      | 04000        | Qs. Entre Quebrada Carrizalillo y Río Los Choros           | 224              |               |
| 040                                                                            | 0401      | 04010        | Isla Damas                                                 | 1                |               |
| 040                                                                            | 0402      | 04020        | Isla Gaviota                                               | 2                |               |
| 040                                                                            | 0403      | 04030        | Isla Los Choros                                            | 3                |               |
| total:                                                                         | 4         | 4            | Región: IV (100%) / Tipo: Exorreica / Desemb.: O. Pacífico | 227              |               |

La disposición de cuencas en el inventario DARH es la siguiente:
| Código | Nombre                                                                 | Código en mapa                                                         | Tipología de cuenca                                                    | Vertiente de cuenca                                                    | Origen de cuenca                                                       | Temperatura media anual (C°)                                           | Temperatura máxima (C°)                                                | Temperatura mínima (C°)                                                | Precipitación anual (mm)                                               | Número de estaciones fluviométricas                                    | Número de estaciones pluviométricas                                    | Área (km²)                                                             |
| ------ | ---------------------------------------------------------------------- | ---------------------------------------------------------------------- | ---------------------------------------------------------------------- | ---------------------------------------------------------------------- | ---------------------------------------------------------------------- | ---------------------------------------------------------------------- | ---------------------------------------------------------------------- | ---------------------------------------------------------------------- | ---------------------------------------------------------------------- | ---------------------------------------------------------------------- | ---------------------------------------------------------------------- | ---------------------------------------------------------------------- |
| 0400   | Cuencas Costeras e Islas entre Tercera Región y Quebrada de Los Choros | Cuencas Costeras e Islas entre Tercera Región y Quebrada de Los Choros | Cuencas Costeras e Islas entre Tercera Región y Quebrada de Los Choros | Cuencas Costeras e Islas entre Tercera Región y Quebrada de Los Choros | Cuencas Costeras e Islas entre Tercera Región y Quebrada de Los Choros | Cuencas Costeras e Islas entre Tercera Región y Quebrada de Los Choros | Cuencas Costeras e Islas entre Tercera Región y Quebrada de Los Choros | Cuencas Costeras e Islas entre Tercera Región y Quebrada de Los Choros | Cuencas Costeras e Islas entre Tercera Región y Quebrada de Los Choros | Cuencas Costeras e Islas entre Tercera Región y Quebrada de Los Choros | Cuencas Costeras e Islas entre Tercera Región y Quebrada de Los Choros | Cuencas Costeras e Islas entre Tercera Región y Quebrada de Los Choros |
| 040000 | Costeras entre Tercera Región y Quebrada de Los Choros                 | 0                                                                      | Exorreica                                                              | Pacífico                                                               | Pluvial                                                                | 15.9                                                                   | 24.3                                                                   | 8.4                                                                    | 64.3                                                                   | 0                                                                      | 0                                                                      | 198.5                                                                  |
| 040001 | Isla Gaviota                                                           | 0                                                                      | Exorreica                                                              | Pacífico                                                               | Pluvial                                                                | 0.0                                                                    | 0.0                                                                    | 0.0                                                                    | 66.0                                                                   | 0                                                                      | 0                                                                      | 2.2                                                                    |
| 040002 | Isla Damas                                                             | 0                                                                      | Exorreica                                                              | Pacífico                                                               | Pluvial                                                                | 0.0                                                                    | 0.0                                                                    | 0.0                                                                    | 0.0                                                                    | 0                                                                      | 0                                                                      | 0.6                                                                    |
| 040003 | Isla Los Choros                                                        | 0                                                                      | Exorreica                                                              | Pacífico                                                               | Pluvial                                                                | 0.0                                                                    | 0.0                                                                    | 0.0                                                                    | 69.0                                                                   | 0                                                                      | 0                                                                      | 2.7                                                                    |

## Hidrografía
El ítem 040 no tiene huellas de escorrentía superficial.

Diagrama unifilar de cuencas entre el río Huasco y el río Elqui.

Hans Niemeyer señala que la hoya del río Los Choros limita al norte con la cuenca de la quebrada de Carrizalillo, es decir, desconoce la existencia de algún cauce intermedio.: 258 

### Red hidrográfica
Los cuerpos de agua considerados en esta categoría son:

## Clima

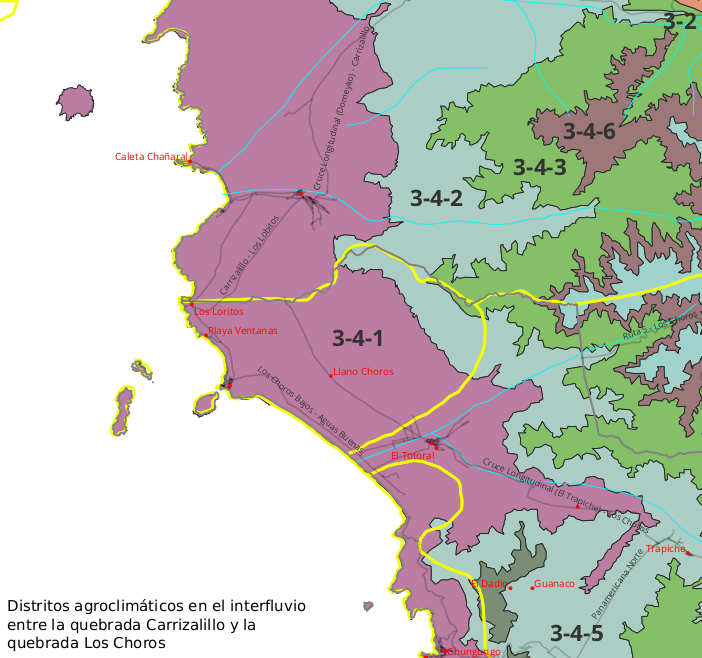
Distritos agroclimáticos en el interfluvio.

El Atlas agroclimático de Chile distingue 3 distritos agroclimáticos en la cuenca:
- 3-4-1  Desierto con influencia marina y régimen de humedad Xérico (BWnXe). La temperatura oscila entre un máximo de enero de 23 °C y un mínimo de julio de 7,6 °C. Tiene un promedio de 345 días consecutivos libres de heladas. En el año se registra un promedio de 0 heladas. El periodo de temperaturas favorables a la actividad vegetativa dura 12 meses. Registra anualmente 1.621 días grado y 100 horas de frío acumuladas hasta el 31 de Julio. La precipitación media anual es de 87 mm y un periodo seco de 12 meses, con un déficit hídrico de 1.167 mm/año. El período húmedo dura 0 meses durante los cuales se produce un excedente hídrico de 0 mm.
- 3-4-2  Desierto con influencia marina y régimen de humedad xérico (BWnXe). La temperatura oscila entre un máximo de enero de 26,3 °C y un mínimo de julio de 7,4 °C. Tiene un promedio de 345 días consecutivos libres de heladas. En el año se registra un promedio de 0 heladas. El periodo de temperaturas favorables a la actividad vegetativa dura 12 meses. Registra anualmente 2.065 días grado y 91 horas de frío acumuladas hasta el 31 de Julio. La precipitación media anual es de 66 mm y un periodo seco de 12 meses, con un déficit hídrico de 1.382 mm/año. El período húmedo dura 0 meses durante los cuales se produce un excedente hídrico de 0 mm.
- 3-4-3  Desierto con influencia marina y régimen de humedad Xérico (BWnXe). La temperatura oscila entre un máximo de enero de 28,4 °C y un mínimo de julio de 6,5 °C. Tiene un promedio de 339 días consecutivos libres de heladas. En el año se registra un promedio de 1 helada. El periodo de temperaturas favorables a la actividad vegetativa dura 12 meses. Registra anualmente 2.171 días grado y 158 horas de frío acumuladas hasta el 31 de julio. La precipitación media anual es de 109 mm y un periodo seco de 12 meses, con un déficit hídrico de 1.483 mm/año. El período húmedo dura 0 meses durante los cuales se produce un excedente hídrico de 0 mm.

## Zonas protegidas
Las islas incluidas en el ítem 040 pertenecen a la reserva nacional Pingüino de Humboldt, estas son isla Damas e isla Choros.